# Idaea pygmaeata
Idaea pygmaeata là một loài bướm đêm trong họ Geometridae.